# سیارک ۱۸۹۴
سیارک ۱۸۹۴ (به انگلیسی: 1894 Haffner، نامگذاری:1971UH) هزار و هشتصد و نود و چهارمین سیارک کشف شده‌است که در ۲۶ اکتبر ۱۹۷۱ کشف شد.
قدر مطلق سیارک برابر ۱۱٫۹۰ است.